# Serrodes mediopallens
Serrodes mediopallens là một loài bướm đêm trong họ Erebidae.